# Tadeusz Silnicki

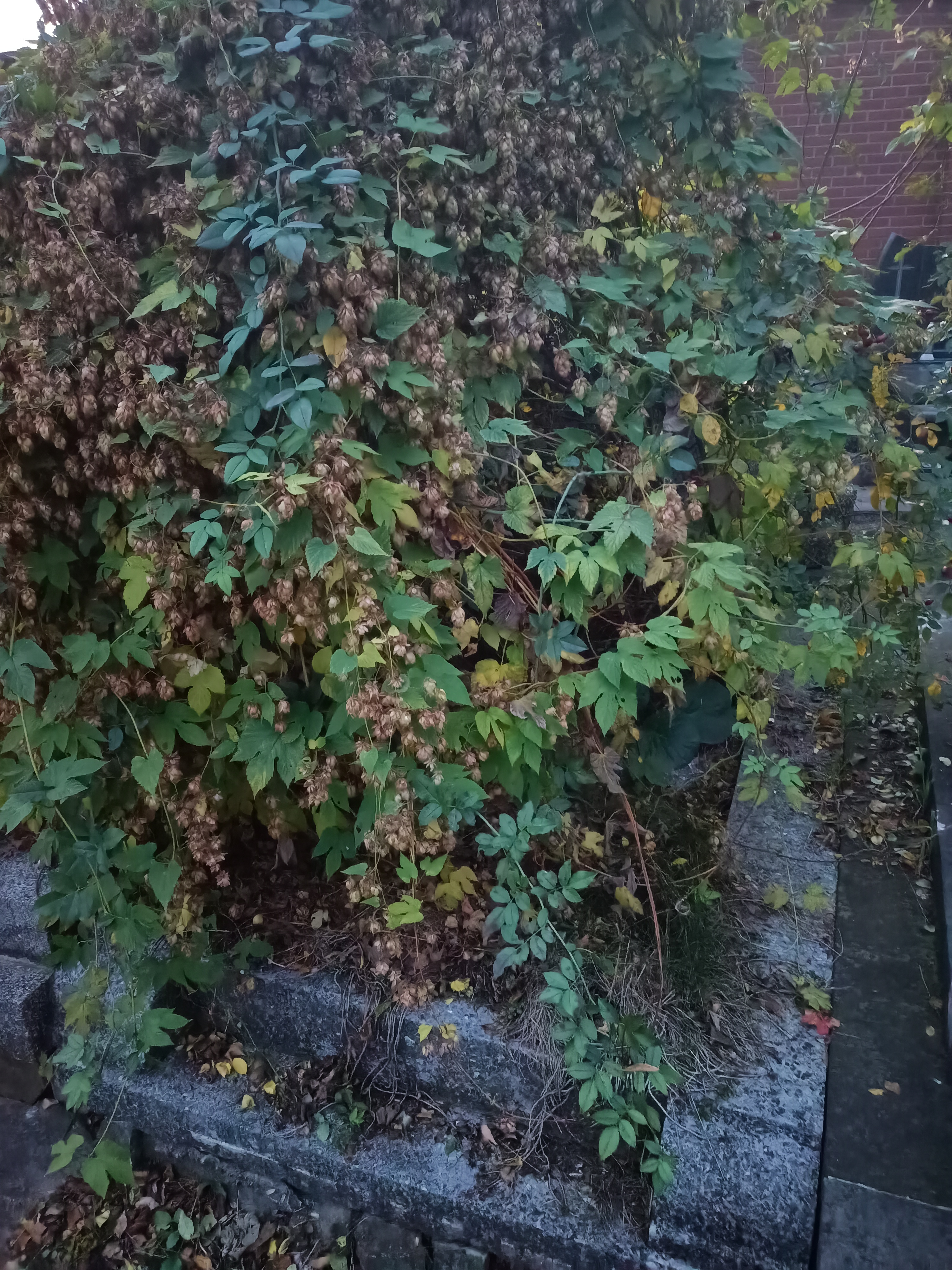
Nagrobek Tadeusza Silnickiego na cmentarzu Powązkowskim

Tadeusz Silnicki (ur. 5 października 1889 w Wierzchosławicach, zm. 18 grudnia 1968 w Warszawie) – historyk Kościoła i prawa kościelnego, profesor Uniwersytetu Poznańskiego i Uniwersytetu Adama Mickiewicza.

## Życiorys
Tadeusz Silnicki był synem urzędnika Jana i Zofii z domu Chodacka. W 1900-1908 uczęszczał do gimnazjum klasycznego we Lwowie im. cesarza Franciszka Józefa, które ukończył z odznaczeniem. W 1914 roku na podstawie rozprawy Prawo elekcji królów w dobie jagiellońskiej przygotowanej pod kierunkiem Oswalda Balzera otrzymał tytuł doktora filozofii. Pracował we Lwowie 1914-1929 jako nauczyciel szkół średnich. Będąc na studiach interesował się historią prawa, początkowo polskiego, a później również kościelnego i, dlatego w 1923 roku był w tym celu na stażu naukowym we Francji. W latach 1924–1929 związał się trwale z Katedrą Prawa Kościelnego Uniwersytetu Jana Kazimierza jako asystent profesora Władysława Abrahama. W 1927 roku na podstawie rozprawy Organizacja archidiakonatu w Polsce habilitował się we Lwowie z prawa kościelnego. W 1929 roku na Uniwersytecie Poznańskim objął stanowisko profesora nadzwyczajnego i kierownika Katedry Prawa Kościelnego i pozostawał na tym stanowisku aż do wybuchu wojny w 1939 roku. Podczas okupacji w latach 1940–1945 został wysiedlony z Poznania i w okolicach Sanoka, Krosna i Jarosławia prowadził działalność nauczycielską, pełniąc funkcję przewodniczącego powiatowej komisji egzaminacyjnej. We wrześniu 1945 roku powrócił na dawne stanowisko na UP. Poza prawem kościelnym wykładał również wyznaniowe prawo państwowe, wstęp do nauk prawnych, historię, zagadnienia kultury, nauki prawno-społeczne. W 1948 roku po zlikwidowaniu na UP Katedry Prawa Kościelnego został mianowany profesorem zwyczajnym i przeniesiony na Uniwersytet Jagielloński na specjalnie dla niego utworzoną Katedrę Historii Prawa Kościelnego. Do Poznania powrócił w 1957 roku jako profesor przy Katedrze Powszechnej Historii Państwa i Prawa UAM i pozostał tam aż do 1960 roku, kiedy to przeszedł na emeryturę. W 1963 roku przeniósł się do Warszawy, gdzie zmarł 18 grudnia 1968 roku, w wyniku powikłań spowodowanych upadkiem i urazem głowy i został pochowany na Starych Powązkach (kwatera 146c-3-4). Rodziny nie założył.

## Zainteresowania naukowe
Tadeusz Silnicki przede wszystkim badał historię Kościoła i prawa kościelnego w Polsce, a zwłaszcza na Śląsku, w Wielkopolsce i na Pomorzu. Do głównych jego dzieł w tym zakresie należą: Dzieje i ustrój Kościoła katolickiego na Śląsku do końca XIV wieku (1939, wyd. 2 1953), monografie biskupa wrocławskiego Nankera (1953), arcybiskupów gnieźnieńskich Mikołaja Trąby (1954) i Jakuba Świnki (1956) oraz zbiór mniejszych prac pt. Z dziejów Kościoła w Polsce (1960), których myślą przewodnią jest dążenie do odtworzenia historycznej roli dawnej organizacji kościelnej i jej wybitnych przedstawicieli w Polsce w obronie polskiej racji stanu przeciw postępującemu naporowi germanizmu. Był również wybitnym popularyzatorem wiedzy o historii i kulturze. Przed wojną do „Kuriera Poznańskiego” i „Tęczy” pisywał artykuły popularnonaukowe. W ramach Powszechnych Wykładów Uniwersyteckich wielokrotnie występował z prelekcjami w Poznaniu i okolicy, na Pomorzu, a nawet na terenie ówczesnych Prus Wschodnich. Po wojnie na łamach i na zlecenie Spółdzielni „Czytelnik” kontynuował działalność popularyzatorską i wygłaszał niekiedy cykle wykładów w Poznańskiem, na Pomorzu oraz na Ziemiach Zachodnich i Północnych.

## Najważniejsze publikacje
- Arcybiskup Jakub Świnka i jego epoka, Warszawa 1956 [z Kazimierzem Gołębiem]
- Dzieje i ustrój Kościoła na Śląsku do końca wieku XIV, Kraków 1939
- Dzieje i ustrój Kościoła katolickiego na Śląsku do końca wieku XIV, Warszawa 1953
- Historia Polski, Lwów 1922
- Klasztory, Lwów 1933
- O uniwersytet pomorski w Toruniu, 1937
- Organizacja archidiakonatu w Polsce, Lwów 1927
- Prawo elekcji królów w dobie jagiellońskiej, Lwów 1913
- Rola dziejowa kościoła polskiego na Śląsku w wiekach XI-XIII, Katowice 1935
- Sobory powszechne a Polska, Warszawa 1962
- Zagadnienie kultury prawniczej, 1937